# 全日本少年羽毛球锦标赛
全日本少年羽毛球锦标赛（日语：全日本ジュニアバドミントン選手権大会），是一项由日本羽毛球协会主办的，面向日本少年儿童选手的全国性羽毛球比赛。

## 介绍
全日本少年羽毛球锦标赛在每年的秋季举办，对参赛选手分为少年组和新人组两个组别。其中少年组设立男子单打、女子单打、男子双打、女子双打四个项目，新人组则只设立男子单打、女子单打两个项目。
少年组选手的参赛资格是：比赛当年未满18岁、且在全国高等学校综合体育大会羽毛球竞技大会或者全國中學校羽球大會上取得优异成绩的选手。
新人组的参赛资格是：比赛当年为中學二年级以下、且在全国小学生ABC大會上取得优异成绩的，或者由各都道府县的羽毛球协会推荐的选手。
其中少年组的比赛也兼具JOC少年奥林匹克杯的赛事功能，JOC杯将被颁发给男子和女子的单打冠军。此外，比赛成绩优秀的选手将会获得全日本綜合羽毛球錦標賽的出场资格。

## 历届单项冠军

### 少年组
以下是各年份賽事的優勝者（括號內是其代表的地區）：
| 屆數 | 年份   | 举办地        | 男子单打             | 女子单打             | 男子双打                                  | 女子双打                                  |
| ---- | ------ | ------------- | -------------------- | -------------------- | ----------------------------------------- | ----------------------------------------- |
| 1    | 1982年 | 東京都        | 宮康二（山梨縣）     | 上川美香（熊本縣）   | 川本英明（熊本縣） 林謙一（熊本縣）       | 上村美香（熊本縣） 佐藤由美子（熊本縣）   |
| 2    | 1983年 | 東京都        | 江藤裕樹（滋賀縣）   | 新木貴子（大阪府）   | 林謙一（熊本縣） 鶴田直行（熊本縣）       | 平井真由美（熊本縣） 高田美和（熊本縣）   |
| 3    | 1984年 | 東京都        | 生井沢勝美（埼玉縣） | 今村薰（大阪府）     | 石橋隆（埼玉縣） 岩渕公一（埼玉縣）       | 小池由扶子（新潟縣） 青戶香織（新潟縣）   |
| 4    | 1985年 | 東京都        | 大堀均（栃木縣）     | 乳井智秋（大阪府）   | 中川敏治（埼玉縣） 町田文彥（埼玉縣）     | 松尾知美（熊本縣） 毛利千秋（熊本縣）     |
| 5    | 1986年 | 上尾市        | 本山秀昭（熊本縣）   | 宮村愛子（熊本縣）   | 石井隆（埼玉縣） 関根英勝（埼玉縣）       | 中北實子（大阪府） 三ツ川貴子（大阪府）   |
| 6    | 1987年 | 上尾市        | 高村誠也（熊本縣）   | 宮村愛子（熊本縣）   | 大谷知昌（埼玉縣） 內村剛（埼玉縣）       | 甲斐美和（熊本縣） 中原敬子（熊本縣）     |
| 7    | 1988年 | 群馬縣 邑樂町 | 磯部和弘（茨木縣）   | 宮村愛子（熊本縣）   | 磯部和弘（茨木縣） 西川佳信（茨木縣）     | 宮村愛子（熊本縣） 水井妃佐子（大阪府）   |
| 8    | 1989年 | 岩手縣 瀧澤村 | 尾藤伸治（岐阜縣）   | 井田貴子（埼玉縣）   | 齋藤一裕（茨木縣） 大山宏司（茨木縣）     | 阪本雅子（熊本縣） 渡邊真由美（熊本縣）   |
| 9    | 1990年 | 香川縣        | 增田直樹（埼玉縣）   | 橋本淳子（宮城縣）   | 池尻裕昭（茨木縣） 山浦元樹（茨木縣）     | 中山智香子（北海道） 增茂孝枝（北海道）   |
| 10   | 1991年 | 埼玉縣        | 西田涉（北海道）     | 水井泰子（大阪府）   | 有田浩史（大阪府） 齋藤俊（大阪府）       | 中山智香子（北海道） 增茂孝枝（北海道）   |
| 11   | 1992年 | 群馬縣        | 荒井考（茨木縣）     | 水井泰子（大阪府）   |                                           |                                           |
| 12   | 1993年 | 上尾市        | 山口將治（東京都）   | 田中美保（佐賀縣）   |                                           |                                           |
| 13   | 1994年 | 太田市        | 中村憲尚（埼玉縣）   | 市橋理惠（大阪府）   |                                           |                                           |
| 14   | 1995年 | 甲府市        | 舛田圭太（石川縣）   | 吉岡知香（大阪府）   |                                           |                                           |
| 15   | 1996年 | 岩手縣 瀧澤村 | 大束忠司（熊本縣）   | 井川里美（埼玉縣）   |                                           |                                           |
| 16   | 1997年 | 香川縣        | 仲尾修一（大阪府）   | 岩脇史（埼玉縣）     |                                           |                                           |
| 17   | 1998年 | 埼玉縣        | 平山政史（埼玉縣）   | 安城美華（大阪府）   |                                           |                                           |
| 18   | 1999年 | 群馬縣        | 稻垣翔悟（滋賀縣）   | 松尾美穗子（福岡縣） |                                           |                                           |
| 19   | 2000年 | 大府市        | 佐佐木翔（東京都）   | 潮田玲子（福岡縣）   |                                           |                                           |
| 20   | 2001年 | 筑波市        | 佐伯浩一（岡山市）   | 廣瀨榮理子（青森縣） | 佐伯浩一（岡山縣） 麻生將豐（岡山縣）     | 金上路子（宮城縣） 佐里志緒梨（宮城縣）   |
| 21   | 2002年 | 大阪市        | 池田雄一（東京都）   | 廣瀨榮理子（青森縣） | 中尾祐介（埼玉縣） 黑田俊明（埼玉縣）     | 廣瀨榮理子（青森縣） 今別府靖代（青森縣） |
| 22   | 2003年 | 神戶市        | 古財和輝（熊本縣）   | 平山優（宮城縣）     | 中尾祐介（埼玉縣） 黑田俊明（埼玉縣）     | 金森裕子（靜岡縣） 村松瑞穗（靜岡縣）     |
| 23   | 2004年 | 前橋市        | 遠藤大由（埼玉縣）   | 今別府香里（青森縣） | 佐藤公（埼玉縣） 小町谷輝（埼玉縣）       | 內藤真實（神奈川縣） 清水寬子（神奈川縣） |
| 24   | 2005年 | 德島市        | 佐伯祐行（岡山市）   | 藤井瑞希（青森縣）   | 田兒賢一（埼玉縣） 松丸一輝（埼玉縣）     | 江淵愛美（富山縣） 金山友萌（富山縣）     |
| 25   | 2006年 | 大府市 東海市 | 武下利一（東京都）   | 野尻野匡世（福島縣） | 野口勝利（埼玉縣） 山崎裕太（埼玉縣）     | 石井那實（栃木縣） 矢野智惠美（栃木縣）   |
| 26   | 2007年 | 久喜市        | 和田周（埼玉縣）     | 玉木繪里子（宮城縣） | 和田周（埼玉縣） 佐藤黎（埼玉縣）         | 土谷美帆（石川縣） 三谷美菜津（石川縣）   |
| 27   | 2008年 | 釧路市        | 渡邊達哉（宮崎縣）   | 峰步美（愛知縣）     | 星野翔平（埼玉縣） 小林晃（埼玉縣）       | 古西佳那子（富山縣） 高橋沙也加（富山縣） |
| 28   | 2009年 | 米子市        | 堀內研人（埼玉縣）   | 峰步美（愛知縣）     | 竹內宏氣（埼玉縣） 竹內義憲（埼玉縣）     | 峰步美（愛知縣） 與猶胡桃（愛知縣）       |
| 29   | 2010年 | 大府市 東海市 | 桃田賢斗（福島縣）   | 奧原希望（埼玉縣）   | 古賀輝（埼玉縣） 千葉常（埼玉縣）         | 樋口帆渚實（大阪府） 宮原唯（大阪府）     |
| 30   | 2011年 | 新潟市        | 井上拓斗（埼玉縣）   | 奧原希望（埼玉縣）   | 桃田賢斗（福島縣） 松居圭一郎（福島縣）   | 渡邊茜（埼玉縣） 瀨川桃子（埼玉縣）       |
| 31   | 2012年 | 宮崎市        | 小林優吾（福島縣）   | 大堀彩（福島縣）     | 保木卓朗（福島縣） 小林優吾（福島縣）     | 瀨川桃子（埼玉縣） 尾崎沙織（埼玉縣）     |
| 32   | 2013年 | 石川市        | 常山幹太（大阪府）   | 大堀彩（福島縣）     | 下農走（大阪府） 常山幹太（大阪府）       | 川島里羅（埼玉縣） 尾崎沙織（埼玉縣）     |
| 33   | 2014年 | 南國市 高知市 | 渡邊勇大（福島縣）   | 川上紗惠奈（福島縣） | 渡邊勇大（福島縣） 三橋健也（福島縣）     | 斉藤ひかり（青森縣） 曾根夏姬（青森縣）   |
| 34   | 2015年 | 久喜市 幸手市 | 渡邉航貴（埼玉縣）   | 海老原詩織（栃木縣） | 小野寺雅之（埼玉縣） 岡村洋輝（埼玉縣）   | 川島美南（埼玉縣） 上杉夏美（埼玉縣）     |
| 35   | 2016年 | 松山市        | 奈良岡功大（青森縣） | 髙橋明日香（福島縣） | 金子真大（福島縣） 久保田友之祐（福島縣） | 永井瀬雰（福島縣） 水井敏捷（福島縣）     |
| 36   | 2017年 | 前橋市        | 奈良岡功大（青森縣） | 水井敏捷（福島縣）   | 中山裕貴（埼玉縣） 綠川大輝（埼玉縣）     | 吉田瑠實（埼玉縣） 齋藤夏（埼玉縣）       |
| 37   | 2018年 | 长野市        | 秦野陸（埼玉縣）     | 郡司莉子（熊本縣）   | 熊谷翔（宮城縣） 藤澤佳史（宮城縣）       | 鈴木陽向（埼玉縣） 大澤佳步（埼玉縣）     |

### 新人组
| 届数 | 年份   | 举办地        | 男子单打             | 女子单打              |
| ---- | ------ | ------------- | -------------------- | --------------------- |
| 1    | 1982年 | 東京都        |                      |                       |
| 2    | 1983年 | 東京都        |                      |                       |
| 3    | 1984年 | 東京都        |                      |                       |
| 4    | 1985年 | 東京都        |                      |                       |
| 5    | 1986年 | 上尾市        |                      |                       |
| 6    | 1987年 | 上尾市        |                      |                       |
| 7    | 1988年 | 群馬縣邑樂町  |                      |                       |
| 8    | 1989年 | 德島市        | 鶴見祟 （石川縣）    | 增茂孝枝 （北海道）   |
| 9    | 1990年 | 前橋市        | 川合大咲 （福岡縣）  | 米倉加奈子 （東京都） |
| 10   | 1991年 | 神戶市        | 馬木智一 （北海道）  | 太田裕子 （宮城縣）   |
| 11   | 1992年 | 大阪市        | 大束忠司 （長崎縣）  | 井川里美 （茨城縣）   |
| 12   | 1993年 | 筑波市        | 中西洋介 （香川縣）  | 森かおり （福岡縣）   |
| 13   | 1994年 | 大府市        | 大束真也 （長崎縣）  | 安城美華 （大阪府）   |
| 14   | 1995年 | 群馬縣        | 橋本曉人 （北海道）  | 赤尾美代 （大分縣）   |
| 15   | 1996年 | 埼玉縣        | 佐藤翔治 （東京都）  | 澤瑕妃 （滋賀縣）     |
| 16   | 1997年 | 香川縣        | 西浦和廣 （奈良縣）  | 広岡まり香 （埼玉縣） |
| 17   | 1998年 | 岩手縣瀧澤村  | 山口公洋 （滋賀縣）  | 岩田新菜 （埼玉縣）   |
| 18   | 1999年 | 甲府市        | 青山天將 （東京都）  | 樽野有希 （福岡縣）   |
| 19   | 2000年 | 太田市        | 山口俊 （石川縣）    | 今別府香里 （奈良縣） |
| 20   | 2001年 | 上尾市        | 名須賀亮 （北海道）  | 藤井端希 （熊本縣）   |
| 21   | 2002年 | 群馬縣        | 佐佐木啟 （埼玉縣）  | 樽野惠 （福岡縣）     |
| 22   | 2003年 | 埼玉縣        | 田兒賢一 （埼玉縣）  | 村上彩 （石川縣）     |
| 23   | 2004年 | 香川縣        | 佐藤黎 （宮城縣）    | 佐佐木彩 （大阪府）   |
| 24   | 2005年 | 岩手縣瀧澤村  | 尾野拓郎 （北海道）  | 松友美佐紀 （德島縣） |
| 25   | 2006年 | 群馬縣邑樂町  | 竹內宏氣 （大阪府）  | 浦谷夏未 （滋賀縣）   |
| 26   | 2007年 | 上尾市        | 林昴宏 （宮城縣）    | 三木江里子 （埼玉縣） |
| 27   | 2008年 | 上尾市        | 桃田賢斗（福島縣）   | 奧原希望（長野縣）    |
| 28   | 2009年 | 東京都        | 小林優吾（福島縣）   | 櫻本絢子（福岡縣）    |
| 29   | 2010年 | 東京都        | 下農走（大阪府）     | 山口茜（福井縣）      |
| 30   | 2011年 | 東京都        | 小倉由嵩（東京都）   | 齋藤栞（埼玉縣）      |
| 31   | 2012年 | 東京都        | 渡邉航貴（埼玉縣）   | 川島美南（埼玉縣）    |
| 32   | 2013年 | 石川市        | 奈良岡功大（青森縣） | 水井敏捷（福島縣）    |
| 33   | 2014年 | 南國市/高知市 | 中山裕貴（埼玉縣）   | 吉田瑠實（埼玉縣）    |
| 34   | 2015年 | 久喜市/幸手市 | 山下啓輔             | 福井美空              |
| 35   | 2016年 | 松山市        | 山下啓輔             | 郡司莉子              |
| 36   | 2017年 | 前橋市        | 武井凜生             | 杉山薰                |
| 37   | 2018年 | 长野市        | 齋藤駿               | 吉川天乃              |